# John Phillips (John, the Wolf King of L.A.)
| Recensione              | Giudizio |
| ----------------------- | -------- |
| AllMusic                |          |
| Robert Christgau        | B+       |
| Dizionario del Pop-Rock |          |

John Phillips (John, the Wolf King of L.A.) è il primo album del cantautore statunitense ed ex leader del gruppo musicale dei The Mamas & the Papas John Phillips, pubblicato dall'etichetta discografica Dunhill Records nell'aprile del 1970

## Tracce

### LP
Lato A (DS-50077-A)
Testi e musiche di John Phillips.
1. April Anne – 3:21
2. Topanga Canyon – 3:52
3. Malibu People – 3:37
4. Someone's Sleeping – 2:41
5. Drum – 3:35

Lato B (DS-50077-B)
Testi e musiche di John Phillips.
1. Captain – 3:20
2. Let It Bleed, Genevieve – 2:52
3. Down the Beach – 2:50
4. Mississippi – 3:36
5. Holland Tunnel – 3:25

### CD
Edizione CD del 2006, pubblicato dalla Varèse Sarabande (302 066 752 2)
Testi e musiche di John Phillips, eccetto dove indicato.
1. April Anne – 3:22
2. Topanga Canyon – 3:53
3. Malibu People – 3:41
4. Someone's Sleeping – 2:46
5. Drum – 3:36
6. Captain – 3:25
7. Let It Bleed, Genevieve – 2:53
8. Down the Beach – 2:52
9. Mississippi – 3:36
10. Holland Tunnel – 3:41
11. Shady – 3:48 – Traccia bonus
12. Lonely Children – 3:44 – Traccia bonus
13. Lady Genevieve – 4:30 – Traccia bonus
14. Black Girl – 3:29 (Tradizionale; arrangiamento di Dick Weissman e John Phillips) – Traccia bonus
15. The Frenchman – 4:03 – Traccia bonus
16. 16mm Baby – 2:41 (Matthew Reich) – Traccia bonus
17. Larry, Joe, Hal and Me – 2:25 – Traccia bonus - Brano strumantale incompiuto
18. Mississippi – 3:07 – Traccia bonus (Versione singolo)

## Musicisti
- John Phillips – voce, chitarra, armonica
- Larry Knechtel – tastiere
- James Burton – dobro, chitarra solista
- David Cohen – chitarra
- Dr. Hord – chitarra
- Buddy Emmons – steel guitar
- Red Rhodes – steel guitar
- Gordon Terry – fiddle
- Joe Osborn – basso
- Hal Blaine – batteria
- Darlene Love – cori
- Jean King – cori
- Fanita James – cori

Note aggiuntive
- Lou Adler – produttore
- Chuck Britz – ingegnere delle registrazioni
- Winston Wong – assistente ingegnere delle registrazioni
- Tom Gundelfinger – foto e design copertina album originale[6]

## Classifica
Album
| Anno | Classifica    | Posizione raggiunta |
| ---- | ------------- | ------------------- |
| 1970 | Billboard 200 | 181                 |

Singoli
| Anno | Titolo del brano | Classifica         | Posizione raggiunta |
| ---- | ---------------- | ------------------ | ------------------- |
| 1970 | Mississippi      | Adult Contemporary | 13                  |
| 1970 | Mississippi      | Hot Country Songs  | 58                  |